# کریستال اسپرینگز (میسیسیپی)
کریستال اسپرینگز (به انگلیسی: Crystal Springs) شهری در ایالت میسیسیپی کشور ایالات متحده آمریکا است که جمعیت آن در سرشماری سال ۲۰۱۰ میلادی، ۵٬۰۴۴
نفر بوده‌است.